# S2 (Georgien)
Die Saertaschorisso mnischwnelobis gsa S2 (georgisch: საერთაშორისო მნიშვნელობის გზა ს-2), auch bekannt als Senaki-Poti-Sarpi (türkische Grenze), ist eine 119 Kilometer lange „Straße von internationaler Bedeutung“ innerhalb des georgischen Straßennetzes, die von Senaki über Poti, Kobuleti und Batumi bis zur Grenze zur Türkei bei Sarpi (Adscharien) mit einer Länge verläuft von 119 Kilometern. Nach dem Überqueren der georgisch-türkischen Grenze führt die Autobahn als D 010 weiter nach Trabzon. Die Autobahn S2 ist Teil der europäischen E60, E70, E97 und asiatischen AH5-Routen und wird hauptsächlich als zweispurige Straße durch Dörfer und Städte gebaut. Ein Teil der Autobahn wurde in den letzten Jahren zu einer einspurigen Straße mit Seitenstreifen ausgebaut, die Wohngebiete umgeht.

## Geschichte
Seit einem sowjetischen Dekret von 1960 war der Abschnitt Kobuleti-Batumi der heutigen S2 Teil der sowjetischen Hauptstraße 19, einer von nur 37 aufgeführten Strecken in der Sowjetunion, die zwischen Novorossiysk und Batumi über Samtredia und Osurgeti verlief. Der Samtredia-Osurgeti-Kobuleti-Teil dieser Route 19 folgte der aktuellen Sh2-Route. 1982 wurde das sowjetische Straßennummerierungssystem überarbeitet und der Grundstein für die heutige S2 gelegt: Die A-305-Nummer wurde Mikha Tskhakaya (Senaki) - Batumi via Poti zugewiesen.
Nach der Wiedererlangung der Unabhängigkeit Georgiens im Jahr 1991 wurde die Bezeichnung A-305 bis 1996 beibehalten, als das aktuelle Streckennummerierungssystem eingeführt wurde. In diesem Jahr wurde die Kategorie "Straßen von internationaler Bedeutung" (S-) eingeführt und die Nummer "ს2 Senaki-Poti-Sarpi (türkische Grenze)" ersetzte die Nummer A-305. Im Vergleich zur A-305 wurde die S2-Route von der Nordseite Batumis durch die Stadt bis zur türkischen Grenze bei Sarpi verlängert. Ursprünglich wurde die Straße mit einer Länge von 121 Kilometern km registriert, aber die Eröffnung des Chakvi-Makhinjauri-Tunnels nördlich von Batumi reduzierte die Länge auf 119 Kilometer.
Die S2-Autobahn ist als einfache zweispurige Straße gebaut, aber Teile wurden im Rahmen des 2005 initiierten Ost-West-Highway-Projekts verlegt und auf höhere Standards ausgebaut. In einem separaten Projekt war der vierspurige 650 m lange Chakvi-Makhinjauri-Tunnel mit zwei Röhren, der einen kurvigen Abschnitt der Autobahn umgeht, der erste größere Ausbau der Autobahn S2. Es wurde im September 2005 fertiggestellt. Der Bau des Tunnels begann ursprünglich im Jahr 2001, kam jedoch im April 2004 aufgrund der damaligen Adjara-Krise zum Stillstand. Die Krise führte dazu, dass die georgische Zentralregierung die Autorität über die Autonome Republik Adscharien, den Standort des Tunnels, wiedererlangte. Im Frühjahr 2005 wurden die Arbeiten wieder aufgenommen, und der Tunnel wurde im September 2005 fertiggestellt.

## Städte und Orte an der Autobahn
- Senaki
- Poti
- Supsa
- Batumi